# Phantom in the Twilight
『Phantom in the Twilight』（ファントム イン ザ トワイライト）は、ライデンフィルム制作による日本のテレビアニメ作品。2018年7月から9月までTOKYO MX・BSフジにて放送された。全12話。略称は『ファントワ』。
モバイルゲーム配信会社のHappy Elementsが企画・原作・一社提供を務めるオリジナルアニメであり、日本のほか中国での展開も予定している。
テレビ放送後にはBDが全4巻で発売予定だったが、放送中の2018年9月21日に「諸種の事情」との理由で発売中止が発表されたことから、同年11月13日にITmediaがビデオソフトの販売不振について報じる際には、本作が題材の1つとして挙げられている。ただし、BD化に際しての作画修正は行なわれており、AT-Xでの放送にはリマスター版が用いられている（#放送局を参照）。

## あらすじ
ロンドンを舞台に、留学生のバイルー・トンが夜のみ営業する喫茶店「カフェ・フォービドゥン」に迷い込むところから物語は始まる。

## 登場人物
バイルー・トン
声 - 花澤香菜
主人公。高校卒業後、ロンドンに留学してきた18歳の少女。厳しい家に生まれ育ち、故郷では閉塞感を感じながらもいい子であることを心がけていたが、高校卒業を機に自由に好きなことをしたいと思い留学を決意。一族から厄介者されていた曽祖母を慕っており、形見の指輪をいつも身に着けている。曽祖母は伝説的な道士であり、その才能を色濃く受け継いでいる。

ヴラッド･ガーファンクル
声 - 櫻井孝宏
属性 - ヴァンパイア
「カフェ・フォービドゥン」のリーダー的存在。かつてロンドンを騒がせる怪異として名を馳せていた最強の吸血鬼だが、長く生き過ぎたため、プライドが異常に高くかつ怠惰な性格に。その行動や言葉から冷淡に見えるが、1世紀に渡ってひとりの女性を想い続けるロマンチストな面もある。「カフェ・フォービドゥン」では自らが強いこだわりを持つ紅茶を専門とし、それ以外のことは大抵他のメンバーに押し付ける傾向がある。

ルーク・ボーエン
声 - 岡本信彦
属性 - 人狼
「カフェ・フォービドゥン」のキッチン担当。明るく陽気な性格とは裏腹に、実は自分のせいで故郷を滅ぼされ弟とも決別した壮絶な過去を持つ。仲間想いでひと一倍情に厚いが、感情のままに行動しがちで失敗も多い。「カフェ・フォービドゥン」のムードメーカーである。得意な料理はイタリアン全般で、特にペペロンチーノが得意である。ニンニクが嫌いなヴラッドとはいざこざが絶えない仲。

トウリュウ
声 - 杉田智和
属性 - キョンシー
「カフェ・フォービドゥン」のホール・レジ担当。もともとは兵器として使用されるために創造された。その後、リージャンに拾われ中国から渡英。物静かで真面目だが、少々天然気味でもある。忠誠心が異常に強く、主がピンチとなれば、自らの犠牲も厭わず全てを破壊してでも救い出そうとする過激な行動に出てしまう。

ウェイン・キング
声 - 山下大輝
属性 - 不明
マネキンの体をした謎の少年。街角に落ちていた意識を拾われて「カフェ・フォービドゥン」へ来た。実態がないことから自らをゴーストと認識している。生前の記憶はないがメンバーの誰よりもおそらく若く、好奇心旺盛な性格で新しいものが大好き。物から物へ憑依が出来る体質からPCやスマホなどをいじるうちにITに造詣が深くなり、情報収集担当となる。普段はトウリュウと共に掃除や雑用を担当している。

クリス・ポーエン
声 - 小野友樹
大事な隠れ郷を、仲間であるはずのアンブラに滅ぼされてしまったアンブラ。ルークとは同じ隠れ郷で育った兄弟だったが、ルークがトワイライツに入ったことによって、人間を憎むアンブラたちによって郷を滅ぼされてしまう。以来、ルークを憎んでおり、そしてアンブラ自体も絶滅させたいと願うようになる。

ムー・シンヤオ
声 - 石見舞菜香
トンの親友。自由で好奇心が強いトンを見守り、時にはアドバイスをしてくれる頼りになる女の子。トンを利用しようとするヘイシンの手引きよって攫われてしまう。

ヘイシン
声 - 諏訪部順一
謎の人物。自身の不老不死のために、トンを利用しようと目論む。アンブラ殲滅を目指す組織『ミッドナイトサン』に属しているものの、はみ出し者扱いされている。彼もリージャンと同じく道士であり、キョンシーであるトウリュウを創造した生みの親。

ヴァン・ヘルシング
声 - 小山力也
人間至上主義者であり、アンブラの殲滅を目指す組織『ミッドナイトサン』のロンドン支部のトップ。『スノウマリー』の社長でもあり、会社で得た利益や技術を生かして欧州中のアンブラを狩りつづけた。その功績が組織に認められアンブラハンターの始祖であるヴァンヘルシングの13代目となる。

バックアップ
声 - 鳥海浩輔
「魔法の鏡」の開発者。趣味はプログラミングで、新しいテクノロジーについて日々研究している。ヘルシングにこき使われているが、内心では下克上を目論んでいる。

シャー・リージャン
声 - 堀江由衣
100年前にロンドンを席巻した実力者。トンの曽祖母で伝説的な道士。わけあってロンドンに渡英。アンブラハンターとしての才能と破天荒な性格により、アンブラの間では有名人。100年前に「カフェ・フォービドゥン」を設立する。

ジョージ・L・グレゴリー
声 - 乃村健次
ロンドンの刑事。『裏庭』と呼ばれる対「アンブラ」係の部署に所属している。市民にその存在を気づかれないよう事件捜査や処理をしている。

## スタッフ
- 原作 - Happy Elements[8]
- 監督 - 森邦宏[8]
- シリーズ構成 - 丸戸史明、矢野俊策[8]
- ストーリー - 丸戸史明
- 世界設定 - 矢野俊策
- キャラクター原案 - 左[8]
- キャラクターデザイン - 山下恵[8]
- クリーチャーデザイン - Zトン[8]
- デザインワークス - 大島美和、森木靖泰、亀谷響子
- アクションコーディネーター - 植田均
- アクション作画監督 - 和田大
- 美術設定 - 吉崎正樹
- 美術監督 - 永吉幸樹
- 色彩設計 - 小野寺笑子
- 撮影監督 - 阿部安彦
- 編集 - 梅津朋美
- 音響監督 - 明田川仁
- 音楽 - TOMISIRO（フランス語版）[8]
- 音楽プロデューサー - 木戸文祥
- プロデューサー - 萩原猛、李晴寧、星野万里、平澤直
- アニメーションプロデューサー - 橋本淳至
- アニメーション制作 - ライデンフィルム[8]
- 製作 - Happy Elements Asia Pacific[8]

## 主題歌
オープニングテーマ「Flowery Song」
作詞 - 小佐野彈 / 作曲・編曲 - TAKUYA / 歌 - 汪東城

エンディングテーマ
「HOME」（第1話 - 第4話、第6話- 第12話）
作詞 - 中嶋ユキノ / 作曲 - 渡辺翔 / 編曲 - 南田健吾 / 歌 - May'n
「妖精の恋人」（第5話）
作詞・作曲 - 山本加津彦、TAKUYA、URU / 編曲 - URU、TAKUYA / 歌 - 汪東城 feat. May'n

## 各話リスト
| 話数   | サブタイトル         | 脚本     | 絵コンテ                                     | 演出             | 作画監督 | 総作画監督        |
| ------ | -------------------- | -------- | -------------------------------------------- | ---------------- | --- | ----------------- |
| 第1話  | 黄昏に生きるもの     | 丸戸史明 | 森邦宏                                       | 高橋順           | 大島美和 武本大介 戸倉紀元 舘崎大 八木元喜 石川慎亮 門智昭 佐藤麻里那                                                                      | 山下恵 出野喜則   |
| 第2話  | 影と戦う影たち       | 丸戸史明 | 外山草 島津裕行 中山奈緒美 森邦宏            | 矢野孝典         | 奥野倫史 門智昭 南伸一郎 臼井里江 | 田中一郎          |
| 第3話  | ねじれた絆           | 丸戸史明 | 島津裕行                                     | 飛田剛           | 小笠原憂 舛舘俊秀 飯飼一幸 服部憲知 津熊健徳 油井徹太郎 冨沢和雄                                                                           | 出野喜則          |
| 第4話  | 大切な仲間           | アサウラ | 吉田泰三 中山奈緒美                          | ながはまのりひこ | 桜井木ノ実 橋本正則 | 山下恵            |
| 第5話  | 妖精の恋人           | アサウラ | 渡邊哲哉                                     | 秦義人           | 吉田肇 Wang Ming へばらぎ | 出野喜則 冨沢和雄 |
| 第6話  | 真夜中の太陽         | 丸戸史明 | 原博                                         | 関大             | 門智明 南伸一郎 飯飼一幸 松本和志 桜井このみ 飯塚葉子 多田和春 飯掛玉子 Jumondow Seoul                                                     | 門智明            |
| 第7話  | 百年目の覚醒         | 丸戸史明 | 中山奈緒美 島津裕行 福田道生 山田卓 増田敏彦 | 山田卓           | 原田峰文 臼井里江 今岡大 服部憲知 今井雅美                                                                                                 | 出野喜則          |
| 第8話  | 力の代償             | 王雀孫   | 望月智充                                     | 又野弘道         | 小山知洋 | 山下恵            |
| 第9話  | 追われる者と守る者   | 王雀孫   | 山本靖貴                                     | 大西景介         | 飯飼一幸 服部憲知 山崎克之 松岡秀明 南伸一郎 谷川亮介 今井雅美 桜井正明 鈴木奈都子 河野眞也                                                | 冨沢和雄          |
| 第10話 | すべてが終わる一日前 | 丸戸史明 | 島津裕行                                     | 秦義人 伊東優一  | 吉田肇 Wang Ming | 門智昭            |
| 第11話 | 決戦は闇の中         | 丸戸史明 | 石井久志 森邦宏                              | 関大             | 鈴木奈都子 奥野倫史 飯飼一幸 谷川亮介 今岡大 臼井里江 坂本一也 原田峰史 陣内美帆                                                           | 出野喜則          |
| 第12話 | 夜明けに消えぬ影     | 丸戸史明 | 原博 島津裕行 今泉賢一 森邦宏                | 高田美里 森邦宏  | 南伸一郎 谷川亮介 桜井正明 冨沢和雄 服部憲知 八木元喜 斉藤千比呂 芳我恵理子 坂本一也 佐川遥 伊東優一 西田美弥子 石井久志 臼井里江 大石美絵 | 山下恵 門智昭     |

## 放送局
| 放送期間                | 放送時間                     | 放送局   | 対象地域 | 備考                        |
| ----------------------- | ---------------------------- | -------- | -------- | --------------------------- |
| 2018年7月10日 - 9月25日 | 火曜 0:30 - 1:00（月曜深夜） | TOKYO MX | 東京都   |                             |
|                         |                              | BSフジ   | 日本全域 | BS放送 / 『アニメギルド』枠 |

| 配信期間                | 配信時間           | 配信サイト                                                                                |
| ----------------------- | ------------------ | ----------------------------------------------------------------------------------------- |
| 2018年7月10日 - 9月25日 | 火曜 12:00 更新    | dアニメストア ニコニコチャンネル                                                          |
| 2018年7月13日 - 9月28日 | 金曜 12:00 更新    | Amazonビデオ FOD ひかりTV U-NEXT バンダイチャンネル GYAO! dTV ビデオマーケット Rakuten TV |
|                         | 金曜 12:00 - 12:30 | AbemaTV                                                                                   |

## 漫画
漫画：黛ハル太、シナリオ協力：矢野俊策。LINE マンガ（LINE Digital Frontier）にて2018年3月25日より配信中。毎週日曜0時（土曜深夜）に2話ずつ更新。アニメ本編の前日譚が描かれる。